# Wentorf (Amt Sandesneben)
Wentorf település Németországban, Schleswig-Holstein tartományban. Lakosainak száma 711 fő (2023. december 31.). Wentorf Bergedorf, Hamburg, Schönberg (Lauenburg) és Linau községekkel határos.

## Népesség
A település népességének változása:
| Lakosok száma | 401  | 719  | 722  | 716  | 721  | 711  |
|               | 1975 | 2017 | 2019 | 2021 | 2022 | 2023 |